# Daunik Lazro

Daunik Lazro est un  saxophoniste alto, baryton et ténor de jazz et musique improvisée français né le 2 avril 1945 à Chantilly.

## Biographie
Influencé par Albert Ayler et Ornette Coleman, Daunik Lazro commence sa carrière professionnelle aux côtés du contrebassiste Saheb Sarbib avec lequel il enregistre entre 1973 et 1980 trois albums. Au début des années 1980, il joue souvent en solo et en duo avec Jean-Jacques Avenel ou Siegfried Kessler. Son premier album sort en 1980 sur le label suisse Hat Hut composé d'une longue pièce en solo et de deux pièces en duo avec Avenel. De 1982 à 1984, il multiplie les rencontres et les groupes avec Tristan Honsinger, Jean-Jacques Avenel, Carlos Zingaro, Raymond Boni, Joëlle Léandre, George Lewis et Toshinori Kondo dont l'album Sweet Zee sorti en 1985 rend compte. À la fin des années 80, il forme un trio avec Michel Doneda et Lê Quan Ninh. Le début des années 90 marque la première collaboration de Lazro avec le saxophoniste et trompettiste américain Joe McPhee. À cette époque il se produit et enregistre des albums aux côtés de Jac Berrocal, Didier Levallet, Claude Tchamitchian, Noël Akchoté, Annick Nozati... Trio "And his orchestra" avec Jean Bolcato et Christian Rollet. En 1997 et 1998, il est invité comme soliste au sein de l’Orchestre national de jazz de Didier Levallet.
Son saxophone de prédilection était alors l'alto, il utilise cependant aujourd'hui les saxophones baryton et ténor. Depuis les années 2000, il poursuit ses collaborations avec Joe McPhee, Evan Parker, Joëlle Léandre, Paul Lovens  et auprès de musiciens comme Paul Rogers, Jean-François Pauvros, Roger Turner, Jean-Luc Cappozzo, Benjamin Duboc, Didier Lasserre, Sophie Agnel, Michaël Nick, le duo Kristoff K.Roll...
Christine Baudillon lui consacre en 2010 un film documentaire de 124 minutes intitulé Horizon Vertical aux éditions "Hors-Œil".

## Extrait de la discographie
- 1985: Sweet Zee en trios et quartet  avec Toshinori Kondo, Tristan Honsinger, J.J.Avenel/ Raymond Boni et Carlos "Zingaro"/ George Lewis et Joëlle Léandre - Hat hut records
- 1989: Concert Public avec Lê Quan Ninh et Michel Doneda - In Situ
- 1991: Élan Impulse en duo avec Joe McPhee - In Situ
- 1993: Periferia avec Carlos Zingaro, Sakis Papadimitriou et Jean Bolcato - In Situ. Réédition en 2022 chez FOU records
- 1994: Outlaws in jazz avec Jac Berrocal, Didier Levallet et Denis Charles - Bleu regard
- 1996: Mc Phee, Parker, Lazro avec Joe McPhee et Evan Parker - Vand'Oeuvre
- 1997: Dourou avec Joe McPhee, Didier Levallet, Paul Rogers et Christian Rollet - Bleu regard
- 1997: And his orchestra avec Jean Bolcato et Christian Rollet - Bleu regard
- 1998: Hauts Plateaux en duo avec Carlos Zingaro - Potlatch
- 1998: Les Diseurs de musique avec Michel Doneda, Lê Quan Ninh et Serge Pey - Vand'Oeuvre
- 2000: Zong Book  en solo - Emouvance
- 2002: Madly you avec Carlos Zingaro, Joëlle Léandre et Paul Lovens - Potlatch. Réédition en 2023 chez FOU records
- 2005: Aérolithes avec Michel Doneda, Michaël Nick et Laurent Hoevenaers - Vand'Oeuvre
- 2006: Rekmazladzep avec Thierry Madiot, Dominique Répécaud et Camel Zekri - Vand'Oeuvre
- 2006: Next to you avec Joe McPhee, Raymond Boni et Claude Tchamitchian- Emouvance
- 2007: Alive at sonorités en duo avec Phil Minton - Emouvance
- 2009: Qwat neum sixx avec Sophie Agnel, Michaël Nick et Jérôme Noetinger - Amor fati
- 2011: Pourtant les Cimes des Arbres avec Benjamin Duboc et Didier Lasserre - Dark Tree
- 2011: Some other zongs  en solo- Ayler records
- 2011: Curare en trio avec Jean-François Pauvros et Roger Turner - No Business records
- 2013: Chants du milieu avec le duo Kristoff K.Roll - Creative sources
- 2013: Hasparren en duo avec Joëlle Léandre  - No Business records
- 2014: Sens Radiants avec Benjamin Duboc et Didier Lasserre - Dark Tree
- 2014: "instants chavirés" avec Annick Nozati et Peter Kowald (enreg. en 2000) -Fou records
- 2016: Enfances avec Joëlle Léandre et George Lewis (enregistré en 1984) - Fou records
- 2016: Marguerite d'Or Pâle en duo avec Sophie Agnel - Fou records
- 2016: Seven pieces avec Evan Parker et Joe McPhee (enreg. en 1995) -Clean Feed
- 2017: Garden(s) en trio avec Jean-Luc Cappozzo et Didier Lasserre - Ayler records
- 2018: A Pride of Lions , 5tet avec Joe McPhee, Guillaume Séguron, Joshua Abrams et Chad Taylor - The Bridge sessions
- 2018: Actions soniques, avec Dominique Répécaud, Géraldine Keller, Kristoff K.Roll -Vand'oeuvre
- 2020: Café OTO : en trio avec Jean-Marc Foussat et Evan Parker - Fou records
- 2021: Neigen , avec Nicolas Souchal, Michaël Nick et Jean-luc Cappozzo -Ayler records
- 2022: No Questions-No Answers, 5tet A Pride of Lions - Rogue Art
- 2022: "sonoris causa" avec Jouk Minor, Thierry Madiot, David Chiésa, Louis-Michel Marion -No Business Records (inédit de 2013)
- 2022 : GARGORIUM en trio avec Sophie Agnel et Olivier Benoit  -LP Fou records
- 2023: "ecstatic jazz" , trio avec Siegfried Kessler et Jean-Jacques Avenel -CD Fou records (inédit de 1982)
- 2023 :"Standards Combustion" en trio avec Benjamin Duboc et Mathieu Bec -CD Dark Tree
- 2023: "Trente cinq minutes & vingt-trois secondes" en duo avec Jean-Marc Foussat - CD Fou records
- 2024: "Quatuor un peu tendre" avec  Kristoff K. Roll et Sophie Agnel - CD Fou records
- 2024:  "Sept fables sur l'invisible" en duo avec Annick Nozati (inédit de 1994) -Mazeto square
- 2024:  "Résumé of a Century" quartet avec Annick Nozati, Fred Van Hove et Paul Lovens (inédit de 1999) -CD Fou records
- 2024: DUO avec J.J. Avenel (inédit de 1980) -CD Fou records
- 2024: "True & whole tones !n rhythms" en trio avec J.J. Avenel et Tristan Honsinger (inédit de 1982) -CD Fou records

## Source
- Biographie sur le site 1D-PACA